# Coppa dei Campioni d'Africa 1993
La Coppa dei Campioni d'Africa 1993 è stata la ventinovesima edizione del massimo torneo calcistico africano per squadre di club maggiori maschili.

## Risultati

### Turno preliminare
| Squadra 1           | Totale | Squadra 2             | Andata | Ritorno |
| ------------------- | ------ | --------------------- | ------ | ------- |
| Costa do Sol        | 5 - 4  | Ramblers              | 2 - 1  | 0 - 0   |
| Akonangui           | 1 - 4  | USCA                  | 1 - 2  | 0 - 2   |
| Djoliba             | 2 - 1  | Sonader Ksar          | 1 - 0  | 1 - 1   |
| ASEC Ndiambour      | 3 - 2  | Mindelense            | 1 - 1  | 2 - 1   |
| Sahel S.C.          | 4 - 0  | Elect Sport N'Djamena | 2 - 0  | 2 - 0   |
| Brewery             | 1 - 2  | Malindi               | 1 - 1  | 0 - 1   |
| Lobatse Gunners     | 0 - 7  | Kaizer Chiefs         | 0 - 1  | 0 - 6   |
| Matlama             | 3 - 4  | Sunrise               | 2 - 1  | 1 - 3   |
| Mbabane Highlanders | 0 - 3  | Sotema                | 0 - 1  | 0 - 2   |
| Kiyovu Sports       | a tav. | Big Bullets           | -      | -       |
| LPRC Oilers         | a tav. | Étoile Lomé           | -      | -       |
| Primeiro de Agosto  | a tav. | Buffles du Borgou     | -      | -       |
| Sporting Bissau     | a tav. | Étoile Ouagadougou    | -      | -       |

### Primo turno
| Squadra 1          | Totale      | Squadra 2         | Andata | Ritorno |
| ------------------ | ----------- | ----------------- | ------ | ------- |
| Sotema             | a tav.      | Black Aces        | -      | -       |
| AFC Leopards       | 1 - 2       | Nkana             | 1 - 1  | 0 - 1   |
| Sogara             | 2 - 0       | Étoile du Congo   | 2 - 0  | 0 - 0   |
| Costa do Sol       | a tav.      | Bilombe           | -      | -       |
| Djoliba            | 1 - 3       | ASEC Mimosas      | 1 - 1  | 0 - 2   |
| Kiyovu Sports      | 3 - 9       | Kaizer Chiefs     | 2 - 5  | 1 - 4   |
| LPRC Oilers        | a tav.      | Club Africain     | -      | -       |
| Villa              | 2 - 2 (gfc) | Vital'O           | 1 - 2  | 1 - 0   |
| ASEC Ndiambour     | 3 - 4       | Wydad Casablanca  | 2 - 1  | 1 - 3   |
| Sahel S.C.         | 0 - 2       | Asante Kotoko     | 0 - 0  | 0 - 2   |
| Primeiro de Agosto | 2 - 4       | Racing Bafoussam  | 2 - 2  | 0 - 2   |
| Sunrise            | 3 - 0       | Hilal Alsahil     | 2 - 0  | 1 - 0   |
| USCA               | 3 - 5       | Stationery Stores | 1 - 3  | 2 - 2   |
| Étoile Ouagadougou | 1 - 2       | MC Oran           | 1 - 0  | 0 - 2   |
| Kawkab Marrakech   | 5 - 1       | Horoya            | 5 - 0  | 0 - 1   |
| Malindi            | 0 - 5       | Zamalek           | 0 - 1  | 0 - 4   |

### Secondo turno
| Squadra 1        | Totale      | Squadra 2         | Andata | Ritorno |
| ---------------- | ----------- | ----------------- | ------ | ------- |
| Sogara           | 3 - 2       | Club Africain     | 1 - 0  | 2 - 2   |
| Wydad Casablanca | 4 - 5       | Stationery Stores | 3 - 1  | 1 - 4   |
| Racing Bafoussam | 1 - 2       | MC Oran           | 1 - 0  | 0 - 2   |
| Nkana            | 1 - 1 (gfc) | Sunrise           | 0 - 0  | 1 - 1   |
| Kaizer Chiefs    | 2 - 2 (gfc) | Zamalek           | 2 - 1  | 0 - 1   |
| ASEC Mimosas     | 3 - 1       | Costa do Sol      | 2 - 0  | 1 - 1   |
| Asante Kotoko    | 3 - 1       | Kawkab Marrakech  | 3 - 0  | 0 - 1   |
| Sotema           | 2 - 8       | Villa             | 0 - 2  | 2 - 6   |

### Quarti di finale
| Squadra 1 | Totale      | Squadra 2         | Andata | Ritorno |
| --------- | ----------- | ----------------- | ------ | ------- |
| Sogara    | 3 - 3 (gfc) | Stationery Stores | 3 - 2  | 0 - 1   |
| Villa     | 1 - 1       | ASEC Mimosas      | 1 - 1  | a tav.  |
| Nkana     | 1 - 3       | Asante Kotoko     | 1 - 0  | 0 - 3   |
| Zamalek   | 5 - 1       | MC Oran           | 4 - 0  | 1 - 1   |

### Semifinali
| Squadra 1    | Totale      | Squadra 2         | Andata | Ritorno |
| ------------ | ----------- | ----------------- | ------ | ------- |
| ASEC Mimosas | 3 - 3 (gfc) | Asante Kotoko     | 3 - 1  | 0 - 2   |
| Zamalek      | 3 - 2       | Stationery Stores | 3 - 1  | 0 - 1   |

### Finale

#### Andata
| Kumasi 28 novembre 1993 | Asante Kotoko | 0 – 0 | Zamalek | Kumasi Sports Stadium\| Arbitro: \| Mathabela \| |
| Arbitro:                | Mathabela     |       |         |                                                  |

#### Ritorno
| Arbitro: | Jouini |

|                                                                                         |                      |                                                                 |
| El Ghandour Nssar Abdel-Latif Amunike Ibrahim El-Sheshini I. Youssef Mansour A. Youssef | Tiri di rigore 7 – 5 | Manso Gyamfi ? Owusu Mensah Amankwah Agyeman-Duah Arthur Yussif |